# Río Fardes
Río Fardes är ett vattendrag i Spanien.   Det ligger i provinsen Provincia de Granada och regionen Andalusien, i den södra delen av landet, 300 km söder om huvudstaden Madrid.